# Euphorbia pallens
Euphorbia pallens är en törelväxtart som beskrevs av Lewis Weston Dillwyn. Euphorbia pallens ingår i släktet törlar, och familjen törelväxter. Inga underarter finns listade i Catalogue of Life.